# إنعام سالوسة
إنعام سالوسة (مواليد 15 ديسمبر 1939)، ممثلة مصرية.

## عن حياتها
ترجع أصولها إلى مدينة المنصورة، شاركت في العديد من الأفلام والمسلسلات كليالي الحلمية وتامر وشوقية ورأفت الهجان ومسلسل عائلة الحاج متولي والعديد من الافلام مثل الإرهاب والكباب ورحلة النسيان عايز حقي وابن عز وإشارة مرور وفيلم الحرب العالمية الثالثة.

### حياتها الأسرية
متزوجة من المخرج «سمير العصفوري» وأنجبت منه ابنتهما المخرجة تغريد العصفوري.

## أعمالها
| - 2022: العيلة دي - 2021: ضل راجل - 2020 ضربة معلم - 2020: الفتوة - 2019: خيال مآته - 2019: حشمت في البيت الأبيض - 2018: الأبلة طم طم - 2018: طلعت روحي - 2016: يونس ولد فضه - 2016: نصيبي وقسمتك - 2016: فص ملح وداخ - مأمون وشركاة - 2014: سيرة حب - 2014: مسلسل جبل الحلال - 2014: الحرب العالمية الثالثة (فيلم) - 2013: مسلسليكو - 2012: مسلسل اغلى من حياتى 2 - 2012: مسلسل عرفة البحر - 2012: مسلسل لسه بدري - التنين - 2012: مسلسل الخفافيش - 2012: فيلم 30 فبراير - 2011: مسلسل احلم ولا يهمك - 2011: مسلسل مكتوب على الجبين - 2011: فيلم إكس لارج - 2011: مسلسل الزناتي مجاهد - 2010: مسلسل أبو العريف - 2010: فيلم عسل أسود - 2010: مسلسل تامر وشوقية ج 4 - 2010: مسرحية الدنيا أونطة - 2010: رمضونا - 2010: مسلسل مش الف ليلة وليلة - 2010: مسلسل حامد قلبه جامد - 2010: مسلسل أزمة سكر - 2010: مسلسل شغل عفاريت - 2010: مسلسل اغلى من حياتي - 2010: بسنت ودياسطى - السطوة والنفوذ - 2009: مسلسل فستان فرح - 2009: مسلسل أولاد الحلال - 2009: فيلم يوم ما اتقابلنا - 2009: بوجي وطمطم ج2 - 2009: بسنت ودياسطى في بورتو أبو عجوة - 2009: مسلسل زهرة برية - 2009: مسلسل راجل وست ستات (ج5) - 2008: مسلسل 7 شارع السعادة - 2008: مسلسل قلب الخطر - 2008: مسلسل العمدة هانم - 2008: مسلسل إذاعي مجنون ليلى - 2008: مسلسل عدى النهار - 2007: فيلم خارج على القانون - 2007: مسلسل تامر وشوقية - 2007: مسلسل ازهار - 2007: مسلسل راجل وست ستات (ج1) - 2007: مسلسل حكايات المدندش - 2007: مسلسل إذاعي صلاح الخير | - 2006: فيلم في محطة مصر - 2006: مسلسل سوق الخضار - 2006: مسلسل حياتي أنت - 2006: مسلسل 30 شارع مصطفى حسين - 2006: مسلسل امرأة من الصعيد الجواني - 2006: مسلسل حدائق الشيطان - 2005: فيلم أبو على - 2005: فيلم جاى في السريع - 2005: مسلسل أحلام عادية - 2005: مسلسل مسائل عائلية جدا - 2005: مسلسل اعترافات الثعالب - 2005: مسلسل الرقص مع الزهور - 2004: مسلسل عيش أيامك - 2004: مسلسل بطة واخواتها - 2004: مسلسل السيف الوردي - 2004: مسلسل مشوار امراة - 2003: فيلم عايز حقى - 2003: مسلسل الحقيقة والسراب - 2003: مسلسل أمانة يا ليل - 2002: فيلم محامي خلع - 2002: مسلسل جحا المصري - 2001: فيلم ابن عز - 2001: فيلم صعيدى رايح جاى - 2001: مسلسل عائلة الحاج متولي - 2001: فيلم خلي الدماغ صاحي - 2001: مسلسل النساء قادمون - 2000: فيلم فيلم ثقافى - 2000: مسلسل يا رجال العالم اتحدوا - 2000: مسلسل آوان الورد - 1999: فيلم الكافير - 1999: فيلم همام في أمستردام - 1998: فيلم مبروك وبلبل - 1998: فيلم انتظار - 1998: فيلم جبر الخواطر - 1998: مسلسل امرأة من زمن الحب - 1998: مسلسل سر الأرض - 1997: مسلسل القنفد - 1997: مسلسل حاره المحروسه - 1996: فيلم المرأة والساطور - 1996: فيلم النوم في العسل - 1996: مسلسل الخروج من المأزق - 1996: مسلسل ساكن قصادى ج 2 - 1996: مسلسل زقاق السنجقدار - 1995: مسلسل ساكن قصادى - 1995: مسلسل ليالي الحلمية (ج5) - 1995: مسلسل حكايات مجنونة - 1994: فيلم إشارة مرور | - 1994: مسلسل السقوط في بئر سبع - 1994: مسلسل لا - 1993: بوجي وطمطم واسرار جحا - 1992: فيلم الإرهاب والكباب - 1992: مسلسل ذئاب الجبل - 1992: فيلم ديك البرابر - 1992: فيلم الحب في الثلاجة - 1992: مسلسل ليالي الحلمية (ج4) - 1991: مسلسل أحزان نوح - 1991: مسلسل سحور على مائدة اشعب - 1990: فيلم المواطن مصري - 1990: فيلم دليل المرأة الذكية - 1990: بوجى وطمطم - 1989: فيلم أرملة رجل حي - 1989: مسلسل ليالي الحلمية (ج3) - 1989: مسلسل انا وأنت وبابا في المشمش - 1988: المناسبات - 1988: فيلم الدنيا على جناح يمامة - 1988: مسلسل ليالي الحلمية (ج2) - 1988: مسلسل اللقاء الثاني - 1988: بوجي وطمطم والفيل الجميل - 1988: فيلم صاحب العمارة - 1988: فيلم حالة تلبس - 1988: فيلم المجنون - 1987: فيلم يوميات امرأة عصرية - 1987: مسلسل ليالي الحلمية (ج1) - 1986: مسلسل غوايش - 1985: مسلسل حكايات هو وهي - 1985: فيلم النساء - 1985: مسلسل البحث عن السعادة - 1985: مسلسل بوابة المتولي - 1985: فيلم اباء وأبناء - 1984: فيلم لك يوم يابيه - 1984: مسلسل إذاعي مش معقول - 1984: مسلسل غدا تتفتح الزهور - 1984: فيلم بيت القاصرات - 1984: فيلم مع تحياتى لأستاذى العزيز - 1981: فيلم موعد على العشاء - 1980: فيلم الشريدة - 1980: فيلم لست شيطانا ولا ملاكا - 1980: فيلم ناس تجنن - 1979: فيلم كرامتى - 1978: فيلم رحلة النسيان - 1978: فيلم شباب يرقص فوق النار - 1978: مسلسل برج الحظ - 1978: مسلسل لحظة اختيار - 1977: فيلم طائر الليل الحزين | - 1977: فليم دموع في عيون ضاحكه - 1977: مسلسل لقيطه - 1977: مسلسل الذين يحترقون - 1976: فيلم الكروان له شفايف - 1976: مسرحية على بيه مظهر - 1976: مسلسل فرصة العمر - 1970: فيلم مِن عظماء الإسلام - 1968: فيلم التلميذة والأستاذ - 1968: فيلم الست الناظرة |

## روابط خارجية
- إنعام سالوسة على موقع IMDb (الإنجليزية)
- إنعام سالوسة على موقع الدهليز
- إنعام سالوسة على موقع قاعدة بيانات الأفلام العربية